# I’ll Name the Dogs
«I’ll Name the Dogs» — первый сингл американского кантри-певца Блейка Шелтона с его одиннадцатого студийного альбома Texoma Shore. Сингл был издан звукозаписывающим лейблом Warner Bros. Nashville 11 сентября 2017 года. Авторами песни стали Мэтт Дрегстрем, Бен Хейслип и Джош Томпсон.

## Коммерческий успех
Песня дебютировала на 23 месте хит-парада Billboard Country Airplay и на 40 месте чарта Hot Country Songs. За первую неделю после выхода сингла было продано 27 тысяч его копий, что позволило песне подняться на 10 место в Hot Country Songs.

## Чарты
| Чарт (2017—18)                      | Высшая позиция |
| ----------------------------------- | -------------- |
| Канада (Billboard Canadian Hot 100) | 78             |
| Канада (Billboard Country)          | 1              |
| США (Billboard Hot 100)             | 56             |
| США (Billboard Country Airplay)     | 1              |
| США (Billboard Hot Country Songs)   | 6              |

| Чарт (2018)                      | Позиция |
| -------------------------------- | ------- |
| US Country Airplay (Billboard)   | 44      |
| US Hot Country Songs (Billboard) | 47      |

## Сертификации
| Регион                                                      | Сертификация | Продажи |
| ----------------------------------------------------------- | ------------ | ------- |
| Канада (Music Canada)                                       | Платиновый   | 80 000  |
| ^ Данные о тиражах приведены только на основе сертификации. |              |         |